# Salisbury, North Carolina
Salisbury là thành phố quận lỵ quận Rowan, tiểu bang Bắc Carolina, Hoa Kỳ. Thành phố có dân số năm 2000 theo Cục điều tra dân số Hoa Kỳ là 26.462 người.
Theo Cục Điều tra Dân số Hoa Kỳ, thành phố có tổng diện tích là 17,8 dặm vuông (46,0 km ²), tất cả là diện tích đất.

## Thông tin nhân khẩu
Theo điều tra dân số {{GR}|2}} năm 2000, thành phố đã có 26.462 người, 10.276 hộ, và 6.186 gia đình sống trong thành phố. Mật độ dân số là 1,488.3 người mỗi dặm vuông (574.6/km ²). Có 11.288 đơn vị nhà ở với mật độ trung bình là 634.9/sq mi (245.1/km ²). Cơ cấu dân tộc gồm 57,30% người da trắng, 37,56% người Mỹ gốc Phi, 0,28% người Mỹ bản xứ, 1,39% người châu Á, 0,06% người đảo Thái Bình Dương, 1,92% từ các chủng tộc khác, và 1,48% từ hai hoặc nhiều chủng tộc. Hispanic hay Latino thuộc chủng tộc nào được 4,30% dân số.
Có 10.276 hộ, trong đó 26,5% có trẻ em dưới 18 tuổi sống chung với họ, 39,0% là đôi vợ chồng sống với nhau, 17,4% có chủ hộ là nữ không có mặt chồng, và 39,8% là không lập gia đình. 34,3% các hộ gia đình đã được tạo thành từ các cá nhân và 14,5% có người sống một mình 65 tuổi trở lên đã được người. Bình quân mỗi hộ là 2,29 và cỡ gia đình trung bình là 2,92.
Trong thành phố độ tuổi dân cư với 21,8% ở độ tuổi dưới 18, 13,1% 18-24, 25,0% 25-44, 20,2% 45-64, và 19,9% 65 tuổi trở lên. Tuổi trung bình là 37 năm. Cứ mỗi 100 nữ có 90,2 nam giới. Cứ mỗi 100 nữ 18 tuổi trở lên, có 86,3 nam giới.
Thu nhập trung bình cho một hộ gia đình trong thành phố là 32.923 đô la Mỹ, và thu nhập trung bình cho một gia đình là $ 41,108. Nam giới có thu nhập trung bình 31.149 USD so với 25.019 USD cho phái nữ. Thu nhập trên đầu cho thành phố là 18.864 $. Giới 12,2% gia đình và 16,0% dân số sống dưới mức nghèo khổ, bao gồm 22,3% những người dưới 18 tuổi và 11,0% có độ tuổi